# Steccherinaceae
Steccherinaceae es una familia de hongos del orden Polyporales que contiene unas 200 especies. Incluye especies con forma de costra, dentadas y poroides que causan una pudrición blanca en la madera muerta.

## Descripción
La mayoría de los géneros de Steccherinaceae contienen hongos poroides o hidnoides; Steccherinum contiene ambos tipos. Las esporas de Steccherinaceae suelen tener una forma ampliamente cilíndrica o elipsoide. Los caracteres útiles para la clasificación a nivel de género incluyen el color y el tipo de esporocarpo, la estructura detallada de las hifas, la presencia de cistidios, la fuerza de las reacciones cianófilas de las hifas o las esporas y el grosor de las paredes de las esporas. Todas las especies causan pudrición blanca y la mayoría crece en las maderas. La mayoría de las especies consideradas tienen una estructura de hifas dimíticas (que contienen tanto hifas generativas como esqueléticas), y la mayoría tiene abrazaderas en los tabiques primarios.

## Taxonomía
La familia fue circunscrita por el micólogo checo Erast Parmasto en 1968. El concepto original de Parmasto incluía especies que hoy se clasifican en Agaricales, Hymenochaetales, Polyporales y Russulales. Un estudio molecular a gran escala publicado en 2012 por Otto Miettinen y sus colegas redefinió los límites de Steccherinaceae para incluir la mayoría de las especies de los géneros poroides e hidnoides Antrodiella, Junghuhnia y Steccherinum, así como miembros de otros 12 géneros hidnoides y poroides. Estos géneros se clasificaron tradicionalmente en las familias Phanerochaetaceae, Polyporaceae y Meruliaceae. Comentaron: "vemos la necesidad de al menos 30 géneros monofiléticos, morfológicamente distinguibles. Estos incluyen no menos de 15 géneros nuevos para poliporos y hongos hidnoides, y el renacimiento de varios nombres de género no utilizados". En una publicación posterior de 2016 en coautoría con Leif Ryvarden, Miettinen circunscribió varios géneros nuevos: Antella, Austeria, Butyrea, Citripora y Trulla. En una descripción filogenética de Polyporales de 2017, Alfredo Justo y sus colegas señalaron que "la variación morfológica extrema dentro de Steccherinaceae hace que sea muy difícil caracterizar a la familia por otros medios que no sean la filogenia y un cierto predominio de caracteres morfológicos".
Walter Jülich creó la familia Mycorrhaphiaceae para contener el género tipo Mycorrhaphium. Esta familia ahora se coloca en sinonimia con Steccherinaceae.

### Géneros
Contiene los siguientes géneros:
- Antella Miettinen (2016)
- Antrodiella Ryvarden & I.Johans (1980)
- Atraporiella Ryvarden (2007)
- Austeria Miettinen (2016)
- Butyrea Miettinen (2016)
- Cabalodontia M.Piątek (2004)
- Caudicicola Miettinen, M.Kulju & Kotir. (2017)
- Chaetoporus P.Karst (1890)
- Citropora Miettinen (2016)
- Elaphroporia Z.Q. Wu & C.L. Zhao (2018)
- Etheirodon Banker (1902)
- Flabellophora G.Cunn (1965)
- Flaviporus Murrill (1905)
- Frantisekia Spirin and Zmitr (2007)
- Junghuhnia Corda (1842)
- Lamelloporus Ryvarden (1987)
- Loweomyces (Kotl. & Pouzar) Julich (1982)
- Metuloidea G.Cunn (1965)
- Mycorrhaphium Maas Geest (1962)
- Nigroporus Murrill (1905)
- Steccherinum Gray (1821)
- Trulla Miettinen & Ryvarden (2016)
- Xanthoporus Audet (2010)

También se han propuesto nuevos géneros dentro de la familia: Amaurohydnum, Columnodontia, Cystidiodendron, Irpicochaete, Melzerodontia, Mycoleptodonoides y Odontiochaete.